# CS entertainment
株式会社CS entertainment（シーエス エンターテイメント）は、国内外で活動するプロeスポーツチームやストリーマー（ゲーム実況者）のマネジメントを主な活動としている会社。

## 概要
2020年7月1日に設立したプロeスポーツチームやストリーマーのマネジメント会社。健康食品・化粧品等の通販会社である「愛しとーと」が100%保有している完全子会社。「愛しとーと」は、eスポーツ専用のサプリメント「e-supple（イーサプリ）」の開発・販売も行う。

### BBT
「BBT」というコミュニティ大会を運営し、「プロアマ問わず楽しめる大会」をコンセプトに、一般参加者から最前線で活動しているプロチームも出場した大会が行われる。Youtubeチャンネルでの大会の配信だけでなく、ラジオ配信なども行い、eスポーツを盛り上げている。

#### UHA味覚糖とのコラボ
UHA味覚糖株式会社（本社：大阪市中央区、代表取締役：山田泰正）と、CS entertainmentと共同で「UHA味覚糖杯」を開催。第１弾は⽇本で⼈気が高いFPSゲーム「Call of Duty Mobile」で、タイトルは『UHA味覚糖杯〜by Battle Bullet Tournament〜』。UHA味覚糖杯は、プレイ中の小腹満たしやハードな食感で眠気覚ましに、UHA味覚糖の人気商品「忍者めし」を提供する。

### e-sports BizContest
「e-sports BizContest」というeスポーツに特化したビジネスコンテストを開催し、国内eスポーツの発展に寄与するビジネスモデルを発掘している。eスポーツと他業種を掛け合わせたアイデアをはじめ、eスポーツ業界を熱くするビジネスアイデアを募集している。審査員はeスポーツ界トップクラスの著名人で、「業界を牽引し盛り上げていくための企画の発掘」「esportsにおける日本企業の世界戦略への貢献」「esportsに将来を重ねる若者の輩出」「グローバルに活躍するIT人財排出のきっかけ作り」を標榜している。
2020年11月、日本初のeスポーツに特化したビジネスコンテスト「esports Biz Contest～Evolving esports～」を開催。第一回目の審査員は、KPMGコンサルティングシニアマネジャーのヒョン・バロ、KPMGコンサルティングマネジャー岩田理史、福岡eスポーツ協会会長の中島賢一、REDEE事業責任者兼プロデューサーの但木一真がビジネスアイデアを審査する。モデレーターは、元朝日放送アナウンサー平岩康佑が務める。イベントの後援は、eスポーツに関心のある個人と企業をつなぐサービスを行う「SELeCT」、日本学生esports協会のGameicが就任した。11月27日には、コンテストのファイナルが行われ、グランプリが決定した。グランプリに輝いたのは、障害者のための「バリアフリーeスポーツカフェ」をプレゼンした加藤大貴氏。コンテスト最優秀賞受賞者には、賞金50万円に加え、事業化に向けてのバックアップが提供される。コンテストは、おもてなしを重視し、ガイダンスの徹底や会員にカルテの作成を行うなど、いままでのeスポーツ施設にない新機軸を取り入れている。

## 施設
eスポーツ界では海外に比べると国内選手の活躍する場が少ないことから、同社は選手がプレイに集中できる環境を整え、プレイヤーの技術を世界水準へと底上げすることを目標としている。福岡県那珂川市にある日本最大級の同社の「ゲーミングハウス」は国際水準の練習場、トレーニング施設のほか、各選手の居住スペース、オフィスを兼ね備え、栄養士、野菜ソムリエが監修した食事を３食提供する。サウナもある3階建ての施設。選手の年俸は350万円。選手らは那珂川市に移住し、全国大会前の2021年2月3日には武末茂喜那珂川市長を表敬訪問した。市長からは「家庭ゲームとは違いプロの世界で厳しいこともあるだろう。長期にわたって那珂川で活躍の場をつくっていただくことは嬉しい。注目していきたい」と激励を受け、CSエンターテイメントの中村社長は「那珂川市からｅスポーツを発展させていけたら」とあいさつした
。

## 所属チーム

### 「FOR7」
PUBG MOBILE（PlayerUnknown’s Battlegrounds MOBILE）（通称：パブジー）部門のチーム。NTTドコモが運営する日本最大級のeスポーツリーグ「PMJL SEASON1」へ参戦している。このリーグはオンライン対戦型ゲームで年間100試合を実施し、日本からは16チームが参戦する。FOR7の所属メンバーは6名、チームリーダーは道家光宏（あきひろ）日本人5名・アメリカテキサス州在住フランス人1名。賞金総額3億円。

### 「芝刈り機〆」
CoD:Mobile（Call of Duty:Mobile）部門のチーム及び人気ゲーム「荒野行動」のクランチーム。創業と同時に選手とクランメンバーとマネジメント契約を結びクランメンバーはストリーマー部門としてCoD:Mobile部門は競技チームとして活動を始めた。CoD:Mobileでは世界ダウンロード数2.5億回を超えるモバイルゲームで、このチームの脱兎選手が「Call of Duty:Ｍobileワールドチャンピオンシップ2020」（Sony主催）日本代表決定戦で優勝し、世界大会出場を決めている。。

## 略歴
2020年7月 - 株式会社CS entertainment設立
- 芝刈り機〆CoDM部門のマネジメント契約
- 「さくにーと」とパートナー契約

2020年11月
- 第1回esports BizContest 開催

2021年1月25日
- ６人が所属する新チーム「FOR7」を発足[12]

- 福岡県那珂川市で「ゲーミングハウス」の運営を開始

2021年5月
- 第2回esports Bizcontest 開催

## 所属チームの出場大会・掲載メディア

### 大会
- 2020年7月30日 O-30荒野CHAMPION SHIP出場
- 2020年8月3日～ BATTLE BULLET TOURNAMENT出場
- 2021年2月13日開幕 NTTドコモ主催『PMJL SEASON１』 FOR7出場

### メディア
- 2020年7月8日 ラジオ番組FM Fukuoka『Have fun!! e-sports』 玉井一樹社長出演
- 2020年8月 『MOTE MOTE佐賀』掲載
- 2021年2月3日 TVQ九州放送『ふくサテ！』FOR7出演
- 2021年2月3日 KTNテレビ長崎『マルっと！』 FOR7出演
- 2021年2月4日 『那珂川市長表敬訪問』 読売新聞掲載
- 2021年2月10日 RKB毎日放送『エンタテ！区』 芝刈り機〆 脱兎出演
- 2021年2月12日 TNCテレビ西日本ももち浜S特報ライブ FOR7出演
- 2021年2月13日 『PMJL開幕FOR7那珂川市から世界へ』 西日本新聞掲載
- 2021年2月19日 FBS福岡放送『きらめきパレット🎨』 FOR7出演
- 2021年2月19日 RKB毎日放送『からふる』 FOR7出演
- 2021年2月28日 テレビ朝日『ReALe』  FOR7出演
- 2021年3月3日 テレビ朝日『ReAL esports News』 FOR7出演
- 2021年3月 雑誌『ふくおか経済3月号』 FOR7掲載
- 2021年3月14日 西日本新聞me　CS entertainment 掲載
- 2021年4月13日 フジテレビ『プレミアの巣窟』 FOR7出演
- 2021年5月25日 KBCアサデス  FOR7出演
- 2021年8月4日 RKBエンタテ区  FOR7出演

　　他　多数